# بيت مانع (الرضمة)

تعديل مصدري - تعديل

بيت مانع محلة تابعة لقرية الجرف الاسفل، التابعة لعزلة يحير بمديرية الرضمة إحدى مديريات محافظة إب في الجمهورية اليمنية.، بلغ تعداد سكانها 29 حسب تعداد اليمن لعام 2004.